# 狮云庵
狮云庵，位于北京市石景山区八大处龙泉庵（龙王堂）南侧，是一座汉传佛教寺院。现存狮云庵塔院。

## 简介
明朝孙国敉《燕都游览志》载：“下宝珠洞，过龙王堂，有狮云庵。”清朝光绪《顺天府志》载：“孙国敉，《燕都游览志》四十卷，存。”“国敉，江南六和人，由贡生授延平训导，是书考古证今，文辞尔雅，广搜金石更其所长。”清朝乾隆年间《日下旧闻考》引述孙国敉的上述记载时加有按语：“狮云庵在龙王堂下，今废”。
狮云庵现仅存狮云庵塔院。狮云庵塔院为和尚塔院，始建自明朝。塔院平面大致为长方形，南北30米，东西39米，西南角落有个缺口。总面积大约1100平方米。塔院稍东有三座覆钵式和尚塔呈三角形分布，为1970年代末重修。另有松柏树10多株，其中数棵树龄超过百年。2014年，北京市财政投资280万元修缮。2016年3月28日被石景山区文化委员会列为北京市石景山区普查登记文物。